# L'azz 'e bastone
L'azz 'e bastone è un album di musica demenziale composto da 12 tracce, pubblicato da Federico Salvatore nell'anno 2000. Come da titolo, sulla copertina è presente lo stesso Federico Salvatore con in mano un asso di bastone gigante.

## Tracce
1. Becco, rebecco e rebeccone – 4:04
2. Amore platonico – 2:54
3. Incidente in banca – 5:18
4. Mattinata in blues – 4:12
5. Gli Squallor – 4:07
6. Pausa caffè – 0:23
7. Va Gina – 3:32
8. Via Convento (I frati d'o Jazz) – 4:28
9. Babbo è avvilito – 3:23
10. Trenta lire – 3:45
11. Yes – 2:54
12. Gente di serie A – 2:43